# Gino Marchetti
Gino John Marchetti (Smithers, 2 gennaio 1926 – Paoli, 29 aprile 2019) è stato un giocatore di football americano statunitense.
Giocò nel 1952 per i Dallas Texans e dal 1956 al 1963 per i Baltimore Colts nel ruolo di defensive end.

## La vita prima del football
Marchetti si arruolò nell'U.S. Army dopo essersi diplomato nella high school di Antioch, California e combatté nella offensiva delle Ardenne come mitragliere durante la II Guerra Mondiale. Al suo ritorno dalla guerra, frequentò il Modesto Junior College (California) per un anno entrando a far parte del programma di football americano nell'università di San Francisco dove la sua squadra giocò una stagione perfetta nel 1951. Fu la quattordicesima scelta nel secondo giro del Draft NFL 1952, selezionato dai New York Yanks. Nel 2004, Marchetti fu inserito nella East-West Shrine Game Hall of Fame.

## La carriera professionistica
Nella sua stagione da rookie, gli Yanks diventarono i Dallas Texans, i quali divennero poi i Baltimore Colts nel 1953. Marchetti giocò 13 stagioni con i Colts e aiutò la squadra a vincere 2 titoli NFL Championships nel 1958 e 1959. Nella sua carriera, si dimostrò essere un run-stopper e pass-rusher senza pietà. Fu votato "il più grande defensive end della storia del football professionistico" entrando a far parte della Pro Football Hall of Fame nel 1969.
Nel 1954 fu spostato a offensive tackle, un ruolo che Marchetti odiava, anche se ammise che gli aveva insegnato come battere il bloccatore. Tornato a defensive end nel 1955 fu scelto per la prima volta al Pro Bowl.
In una partita della stagione NFL del 1963 si fratturò la caviglia ma, in quanto capitano della squadra, volle restare a guardare il resto della storica lotta in overtime dalla sideline con i suoi compagni di squadra piuttosto che farsi subito visitare dai dottori negli spogliatoi. L'infortunio lo costrinse a saltare il Pro Bowl quell'anno, e questo pose fine alla striscia di nove Pro Bowl consecutivi. Gino fu selezionato nel First-team dell'All-Pro 9 volte e una volta nel Second-team. In un'intervista Sid Gillman, l'head coach dei Los Angeles Rams, dichiarò: "È il più grande giocatore di football. È uno spreco di tempo correre dal lato di quel ragazzo. È un gioco perso. Non stare a provarci".
Nel 1985 è stato introdotto anche nella Bay Area Sports Hall of Fame.

## Ristoranti
Nel 1959, Marchetti, con alcuni suoi compagni di squadra compreso Alan Ameche, aprì un ristorante fast food. L'azienda iniziò a espandersi e divenne nota come Gino's Hamburgers. Fu una catena di fast food di successo, possedeva 313 ristoranti quando nel 1982 fu venduta alla Marriott International che abbandonò poi il nome a favore di Roy Rogers restaurants.

## Palmarès

### Franchigia
- Campionati NFL : 2

Baltimore Colts: 1958, 1959

### Individuale
- Convocazioni al Pro Bowl: 11

1954, 1955, 1956, 1957, 1958, 1959, 1960, 1961, 1962, 1963, 1964
- First-Team All-Pro: 9

1956, 1957, 1958, 1959, 1960, 1961, 1962, 1963, 1964
- Second-Team All-Pro: 1

1955
- MVP del Pro Bowl: 1

1963
- Formazione ideale della NFL degli anni 1950
- Formazione ideale del 75º anniversario della National Football League
- Formazione ideale del 100º anniversario della National Football League
- Numero 89 ritirato dai Baltimore Colts
- Pro Football Hall of Fame
- Classificato al #39 tra i migliori cento giocatori di tutti i tempi da NFL.com